# Coppa del mondo di BMX 2012
La Coppa del mondo di BMX 2012, decima edizione della competizione, era in programma tra il 30 marzo ed il 15 settembre 2012.

## Uomini

### Risultati
| # | Data            | Evento      | Vincitore        | Leader della Cl. generale |
| - | --------------- | ----------- | ---------------- | ------------------------- |
| 1 | 30-31 marzo     | Chula Vista | Connor Fields    | Connor Fields             |
| 2 | 13-14 aprile    | Randaberg   | Connor Fields    | Connor Fields             |
| 3 | 12-13 maggio    | Papendal    | Māris Štrombergs | Connor Fields             |
| 4 | 14-15 settembre | Abbotsford  | Twan van Gendt   | Sam Willoughby            |

### Classifica generale
| Pos. | Corridore      | Punti |
| ---- | -------------- | ----- |
| 1    | Sam Willoughby | 743   |
| 2    | Connor Fields  | 722   |
| 3    | Twan van Gendt | 512   |
| 4    | Tory Nyhaug    | 505   |
| 5    | David Herman   | 440   |

## Donne

### Risultati
| # | Data            | Evento      | Vincitore         | Leader della Cl. generale |
| - | --------------- | ----------- | ----------------- | ------------------------- |
| 1 | 30-31 marzo     | Chula Vista | Magalie Pottier   | Magalie Pottier           |
| 2 | 13-14 aprile    | Randaberg   | Caroline Buchanan | Magalie Pottier           |
| 3 | 12-13 maggio    | Papendal    | Alise Post        | Caroline Buchanan         |
| 4 | 14-15 settembre | Abbotsford  | Laura Smulders    | Caroline Buchanan         |

### Classifica generale
| Pos. | Corridore             | Punti |
| ---- | --------------------- | ----- |
| 1    | Caroline Buchanan     | 780   |
| 2    | Magalie Pottier       | 587   |
| 3    | Alise Post            | 524   |
| 4    | Laura Smulders        | 445   |
| 5    | Laëtitia Le Corguillé | 430   |